# Cat's Eye
Cat's Eye (ook bekend als Stephen King's Cat's Eye) is een horrorfilm uit 1985, geregisseerd door Lewis Teague en geschreven door Stephen King. De film is gebaseerd op twee korte verhalen van King welke ook verschenen in zijn boek Night Shift, The Ledge en Quitters, Inc., en een derde verhaal dat King speciaal voor de film schreef; General.
De film was Barrymores tweede film gebaseerd op een verhaal van King. Ze verscheen ook al in Firestarter in 1984.
De film bevat enkele referenties naar andere werken van Stephen King zoals The Dead Zone, Cujo, Christine, en Pet Sematary.

## Verhaal
De film bestaat uit drie losse verhalen, die onderling niets met elkaar te maken hebben.
Centraal in de film staat een straatkat. Hij is op zoek naar een meisje om haar te beschermen tegen een bovennatuurlijk kwaad. In de eerste twee verhalen heeft hij enkel de rol van toeschouwer. In het derde verhaal speelt hij een belangrijkere rol waarin de kat het meisje Amanda wil beschermen tegen een monster.

### Quitters Inc
Dit verhaal begint in New York, waar de kettingroker Dick Morrisson door zijn vriend en voormalig kettingroker Eddy McCan wordt geadviseerd om naar de afkickkliniek Quitters Inc te gaan. Daar aangekomen krijgt hij te maken met dokter Vinnie Donatti die hem vertelt dat Quitters Inc. is opgericht door een voormalige maffiabaas die aan longkanker gestorven is. Om te voorkomen dat anderen ook sterven aan longkanker, doet Quitters Inc. er alles aan om kettingrokers van hun verslaving af te helpen. Zelfs ongeoorloofde middelen. Dick zal vanaf het moment dat hij de kliniek verlaat continu in de gaten worden gehouden, en elke keer als hij rookt zal Donatti Dick's vrouw laten ontvoeren waarna Dick toe moet kijken hoe ze met stroomstoten gemarteld wordt. 
In dit verhaal is te zien hoe de kat wordt gevonden en gevangen door Dr. Donatti, maar later ontsnapt en op de vlucht slaat.

### The Ledge
De kat belandt in Atlantic City, en wordt gevonden door een rijke gangster genaamd Cressner. Deze neemt de kat als huisdier.
De vrouw van Cressner heeft een relatie met een tennisleraar genaamd Johnny Norris. Wanneer Cressner dit ontdekt, laat hij Johnny ontvoeren en naar zijn appartementcomplex op de bovenste verdieping van een hoog gebouw brengen. Daar vertelt hij Johnny dat hij diens auto volgestopt heeft met drugs en dat de politie al gewaarschuwd is. Cressner daagt Johnny uit tot een gevaarlijk spel. Johnny moet over de smalle richel die rondom het gebouw is aangebracht 1 rondje om het gebouw lopen. Als hij slaagt, zal Cressner de drugs weer verwijderen, en mag Johnny zowel Cressners vrouw als een grote lading geld houden.
Daar hij geen keus heeft gaat Johnny de uitdaging aan. Cressner doet al het mogelijke om Johnny te hinderen, maar desondanks slaagt Johnny in zijn taak. Cressner blijkt echter een slechte verliezer. Hij haalt weliswaar de drugs uit Johnny's auto en geeft Johnny het geld, maar laat zijn vrouw vermoorden alvorens haar aan Johnny te geven. Johnny gaat bij het zien van de dode vrouw door het lint, bemachtigd een pistool, en dwingt Cressner om zelf de richel te bewandelen. Cressner verliest al snel zijn evenwicht door een hardnekkige duif (een eerdere duif was ook Johnny al aan het tergen) die hem steeds in zijn voet pikt, en valt zijn dood tegemoet. De kat vlucht weg uit het gebouw en kijkt toe hoe Cressner te pletter valt.

### General
Na een treinreis komt de kat terecht in Wilmington, North Carolina . Hier vindt hij eindelijk Amanda, het meisje waar hij naar op zoek was. Amanda wil de kat meteen houden en noemt hem General. Haar ouders hebben zo hun twijfels met name haar moeder. Ze zijn bijgelovig en denken dat katten het leven uit kinderen zuigen.
Wat de mensen niet weten is dat in de muur van het huis een trol woont die eerst het parkietje van Amanda doodt en vervolgens Amanda wil doden door haar ziel te stelen. De kat krijgt uiteraard de schuld, maar redt uiteindelijk de situatie door de trol te vermoorden.

## Rolverdeling
| Acteur            | Personage                | Opmerkingen               |
| ----------------- | ------------------------ | ------------------------- |
| Drew Barrymore    | Amanda / Alicia Morrison | alle filmpjes             |
| ?                 | De kat / General         | alle filmpjes             |
| James Woods       | Richard “Dick” Morrison  | in Quitter’s Inc.         |
| Alan King         | Dr. Vinnie Donatti       | in Quitter’s Inc.         |
| Tony Munafo       | Junk                     | in Quitter’s Inc.         |
| Court Miller      | Mr. McCann               | in Quitter’s Inc.         |
| Russell Horton    | Mr. Milquetoast          | in Quitter’s Inc.         |
| Patricia Benson   | Mrs. Milquetoast         | in Quitter’s Inc.         |
| Mary D’Arcy       | Cindy Morrison           | in Quitter’s Inc.         |
| James Rebhorn     | Hal (dronken zakenman)   | in Quitter’s Inc.         |
| Kenneth McMillian | Cressner                 | in The Ledge              |
| Robert Hays       | Johnny Norris            | in The Ledge              |
| Mike Starr        | Ducky                    | in The Ledge              |
| Jesse Doran       | Albert                   | in The Ledge              |
| Candy Clark       | Sally Ann                | in The General            |
| James Naughton    | Hugh                     | in The General            |
| Sal Richards      | Westlake                 | in The General            |
| Charles S. Dutton | Dom                      | ...                       |
| Frank Welker      | Trol (stemeffecten)      | in The General            |
| Daniel Rodgers    | Trol                     | in The General, onvermeld |

## Technische gegevens
- speelduur: 94 minuten
- muziek: Alan Silvestri
- geluid: Dolby
- aspect ratio: 2,35: 1
- uitgavedatum: 12 april, 1985 (VS)
- budget: $7 000 000
- MPAA rating: PG-13

## Prijzen/nominaties
- De film werd in 1987 genomineerd voor een International Fantasy Film Award in de categorie Beste Film.
- Drew Barrymore werd in 1986 genomineerd voor een Young Artist Award voor beste bijrol door een jonge actrice.

## Trivia
- Aan het begin van de film wordt de kat opgejaagd door Cujo (de hond uit de gelijknamige film). Cujo wordt bij de achtervolging bijna overreden door Christine, de spookauto uit een ander Stephen King verhaal. Daarnaast wordt in de episode Quitters Inc op tv de film The Dead Zone vertoond, waarop James Woods' personage zegt: "Wie schrijft toch deze troep" en in de episode The General is Amanda's (Drew Barrymore) moeder Pet Sematary aan het lezen in bed.
- Het concept van een kat die drie horrorverhalen met elkaar verbindt vindt zijn oorsprong in de Duitse film Unheimliche Geschichten uit 1932.